# 이예 (문질공)
이예(李芮, 1419년 ~ 1480년 12월 25일)는 조선 전기의 문신으로, 자는 가성(可成), 본관은 양성(陽城)이다. 이전지(李全之)의 아들이다.

## 생애
1441년(세종 23) 문과에 제3인으로 급제해 군기시직장(軍器寺直長)을 제수받았으며, 1445년(세종 27) 부교리(副校理)로서 『의방유취』의 편찬에 참여했다.
1459년(세조 5) 8월 19일 첨지중추원사(僉知中樞院事)에 제수되어 당상관의 반열에 올랐으며, 8월 25일 공조참의(工曹參議), 이듬해 호조참의(戶曹參議), 또 그 이듬해 8월 이조참의(吏曹參議), 12월 형조참의(刑曹參議)를 거치고 1466년(세조 12) 5월 발영시(拔英試)에 급제해 동지중추부사(同知中樞府事)로 뛰어올랐다가 6월 공조참판(工曹參判)으로 옮겼다.
1471년(성종 2) 황해도관찰사(黃海道觀察使)로 나갔다가 이듬해 이조참판(吏曹參判)으로 소환되었으며, 1473년(성종 4) 공조참판, 1474년(성종 5) 1월 대사헌(大司憲)을 거쳐 4월 개성부유수(開城府留守)로 나갔는데, 9월 성종(成宗)이 개성에 행차했을 때 원통함을 소송하는 백성이 없었으므로, 특별히 채단(彩段)을 하사받고 가정대부(嘉靖大夫)에서 자헌대부(資憲大夫)로 가자(加資)되었다.
1476년(성종 7) 5월 지중추부사(知中樞府事)로 소환되었으며, 9월 공조판서(工曹判書), 1480년(성종 11) 5월 판윤(判尹)을 거쳐 11월 형조판서(刑曹判書)에 이르렀다.
동년 12월에 졸했으며, 문질(文質)이라는 시호를 받았다. 향년 62세.

## 일화
1477년(성종 8) 조정에서 부녀자의 재혼 문제에 대한 논의가 있었을 때, 이예는 윤흠(尹欽)·신승선(愼承善)·정문형(鄭文炯)·윤계겸(尹繼謙)·김한(金瀚)·이륙(李陸) 등과 함께, 부녀자는 한 남편을 섬기는 것이 원칙이나, 『경국대전』에는 세 번 시집을 간 부녀자의 자손을 청요직(淸要職)에 오르지 못하게 하는 조항은 있어도 재혼 자체를 금지하는 조항은 없으므로, 나이가 젊은데도 아들이 없음을 부모나 존장(尊長)이 딱하게 여겨서 재혼시키는 것은 허락해야 한다고 제안했다.